# Astrid Berwald
Astrid Maria Beatrice Berwald (* 8. September 1886 in Stockholm; † 16. Januar 1982 in Shecheng (Provinz Shanxi, China)) war eine schwedische Pianistin und Musikpädagogin.

## Leben und Werk
Astrid Berwald war die Tochter des Bauingenieurs und Komponisten Hjalmar Berwald und die Enkelin des Komponisten Franz Berwald. Von 1895 bis 1908 war sie Schülerin von Richard Andersson an dessen Musikschule in Stockholm und von 1908 bis 1911 von Ernst von Dohnányi (Klavier) und Paul Juon (Musiktheorie) an der Musikhochschule Berlin. In ihrer Stockholmer Zeit studierte sie außerdem Kontrapunkt und Musiktheorie bei Ernst Ellberg an der Königlich Schwedischen Musikakademie. Während eines zweiten Studienaufenthaltes in Berlin von 1920 bis 1921 studierte sie bei Georg Bertram am Stern’schen Konservatorium Klavier.
Berwald gab nach Abschluss ihrer Studien in Stockholm 1909 ihr Debütkonzert in Göteborg. Sie begann dann zunächst eine Karriere als Konzertpianistin. Sie wirkte dann zunächst als Lehrerin und von 1935 bis 1964 als Direktorin der Richard Andersson Musikschule in Stockholm. Ihre Konzertaktivitäten waren dadurch deutlich eingeschränkt. Sie wirkte als Liedbegleiterin von Sängern und trat im Radio auf. Als Kammermusikerin war sie insbesondere Mitglied des Berwald Trio. Dieses Trio bildete sie seit 1936 bis 1967 zusammen mit der Violinistin Lotti Andréason und der Cellistin Carin de Frumerie. Das Trio bot in der Regel bei jedem Auftritt eines der fünf Klaviertrios von Berwalds Großvater in seinem Konzertprogramm.
Berwald brachte als Solistin mehrfach das Klavierkonzert ihres Großvaters zur Aufführung – unter der musikalischen Leitung von Dirigenten wie Tor Aulin, Václav Talich und Carl von Garguly sowie im Jahr 1942 in einer Radioübertragung.
„Als Pädagogin knüpfte Astrid Berwald an die alte und strenge deutsche Tradition an, gab aber auch die Fähigkeiten an ihre Schüler weiter, die sie von ihrem Großvater, dem Komponisten Franz Berwald, erhalten hatte.“
1908 wurde Berwald in die Sällskapet Nya Idun gewählt. Seit 1935 war sie Mitglied der Königlich Schwedischen Musikakademie. Sie starb im Januar 1982 in Shecheng, Provinz Shanxi in China und wurde im selben Jahr im Familiengrab auf dem Nordfriedhof in Solna (Provinz Stockholm) beigesetzt.